# Tân Mỹ, Tuyên Quang
Tân Mỹ là một xã thuộc tỉnh Tuyên Quang, Việt Nam.
Xã có diện tích 71,85 km², dân số năm 1999 là 5997 người, mật độ dân số đạt 83 người/km².